# لیس (روستا)
لایز (به هلندی: Lies) یک منطقهٔ مسکونی در هلند است که در ترسخلینگ واقع شده‌است. لایز ۱۴۵ نفر جمعیت دارد.